# Robert Clouse
Robert Byron Clouse (Denison, 6 de març de 1928 − Ashland, Oregon, 4 de febrer de 1997) va ser un director, guionista i productor estatunidenc, essencialment conegut per les seves pel·lícules d'acció, aventures i d'arts marcials.

## Biografia
El 1973 va dirigir la pel·lícula Enter the Dragon, protagonitzada per Bruce Lee, que va donar a conèixer el cinema de kung-fu i Lee a Occident.
Després de la mort de Lee, Clouse va treballar en el final de la seva última pel·lícula llavors incompleta, El Joc de la mort, va rodar noves escenes amb un actor caracteritzat i va modificar-ne la història; la pel·lícula va sortir el 1978. Va signar el guió amb el pseudònim de Jan Spears.
Robert Clouse va dirigir el 1980 un altre actor xinès de Hong-Kong, llavors completament desconegut a Occident: Jackie Chan, a La fúria de Chicago. En aquella època, Chan no parlava ni una paraula d'anglès i hagué d'aprendre totes les seves línies de diàlegs fonèticament.
Robert Clouse va escriure un telefilm de Steven Spielberg: Influència diabòlica (Something Evil) l'any 1972.

## Filmografia
Filmografia:
- 1962: The Cadillac (curt)
- 1964: The Legend of Jimmy Blue Eyes (curt)
- 1970: Darker than Amber
- 1972: Influència diabòlica (guió)
- 1973: Enter the Dragon
- 1974: Black Belt Jones
- 1975: The Ultimate Warrior
- 1977: La presa d'Amsterdam (The Amsterdam Kill)
- 1979: The London Connection
- 1980: La fúria de Chicago (The Big Brawl)
- 1990: China O’Brien

## Premis i nominacions

### Nominacions
- 1963: Oscar al millor curtmetratge per The Cadillac
- 1965: Oscar al millor curtmetratge per The Legend of Jimmy Blue Eyes
- 1965: Palma d'Or al millor curtmetratge per The Legend of Jimmy Blue Eyes